# Daphne van Domselaar
Daphne van Domselaar (født 6. marts 2000) er en kvindelig hollandsk fodboldspiller, der står på mål for hollandske Twente i Æresdivisionen og Hollands kvindefodboldlandshold.
Hun fik sin officielle debut på det hollandske landshold den 19. februar 2022 i en 3–0-sejr over Finland. Domselaar blev også udtaget til landstræner Mark Parsons' officielle trup ved EM i fodbold for kvinder 2022 i England, som andenkeeper. Hun blev dog indskiftet som førstevalg i landsholdet anden gruppekamp ved EM-slutrunden mod Portugal, eftersom førstevalget Sari van Veenendaal udgik med en skulderskade.